# Amblypsilopus floridanus
Amblypsilopus floridanus är en tvåvingeart som först beskrevs av Harmston 1971.  Amblypsilopus floridanus ingår i släktet Amblypsilopus och familjen styltflugor.
Artens utbredningsområde är Florida. Inga underarter finns listade i Catalogue of Life.